# Сандурский, Богуслав Флорионович
Богуслав Флорионович Сандурский (2 января 1930, село Новая Бубновка — 4 ноября 2020, Уфа) — советский хозяйственный, государственный и политический деятель.

## Биография
Родился в 1930 году в селе Новая Бубновка. Член КПСС.
С 1954 года — на хозяйственной, общественной и политической работе. В 1954—1995 гг. — мастер, старший мастер, инженер-механик НПУ «Туймазанефть», главный механик НПУ «Арланнефть», главный инженер, начальник НГДУ «Южарланнефть», заместитель генерального директора, генеральный директор ПО «Башнефть».
Заслуженный работник нефтяной и газовой промышленности РСФСР.
Избирался народным депутатом СССР.
Скончался 4 ноября 2020 года.